# 김봉현 (체조 선수)
김봉현(1975년 5월 11일~)는 대한민국의 기계 체조 선수로, 1996년 하계 올림픽에 참가했다.